# Andra
Andra är Janne Schaffers andra studioalbum. Skivan spelades in i Europa Film Studios under sommaren 1974 och släpptes hösten samma år. På skivan medverkar välrenommerade musiker som flöjtisten Björn J:son Lindh, basisten Stefan Brolund och trumslagaren Ola Brunkert. Skivan släpptes i ett utvikskonvolut som bland annat innehöll flera bilder på Schaffer med sitt 1960-talsband The Sleepstones. Försäljningsmässigt blev skivan inte en lika stor framgång som den självbetitlade debuten, men låg ändå 5 veckor på Kvällstoppen.

## Låtlista
1. "Dr Abraham" - 5:05
2. "Ugglor I Mossen" - 2:40
3. "Scales" - 5:00
4. "Kulan Växer" - 4:12
5. "Luftlandsättning Avd 60" - 1:10
6. "Underhuggaren" - 5:40
7. "Den Gåtfulla Jungfrun" - 4:10
8. "Ryska Posten" - 5:25
9. "Vilda Drömmar" - 2:35